# Cleora alexis
Cleora alexis är en fjärilsart som beskrevs av Claude Herbulot 1976. Cleora alexis ingår i släktet Cleora och familjen mätare. Inga underarter finns listade i Catalogue of Life.